# De Strooplekker

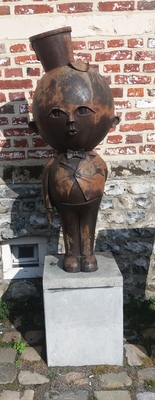
De Strooplekker is een beeld van Julia Berger en staat symbool voor het rijke stroopverleden van de stad Borgloon

De Strooplekker is een beeldhouwwerk van Julia Berger, dat zij in 1997, in opdracht van de stad Borgloon, creëerde. Sinds zijn ontstaan staat het beeldje op de binnenplaats van het kanunnikenhuis, vlak bij de ingang van het stadhuis.

## Ontstaan
Eind 19de eeuw, groeide Borgloon uit tot de bakermat van de stroopstokerij. De oude stoomstroopfabriek van de familie Wynants, die in 1879 zijn deuren opende, was slechts een van de meest succesvolle stroopstokerijen in Borgloon en omstreken. Hier verwerkte arbeiders massale kilo's appels en peren tot Loonse Stroop. Dit streekproduct kende dan ook een enorme groei aan het begin van de 20ste eeuw en bracht heel wat welvaart met zich mee. De Lonenaars werden hierdoor op de kaart gezet en kregen de ludieke spotnaam: de "strooplekkers". Maar het succes duurde niet lang; na de crisis in de jaren 1970 werden de stroopstookactiviteiten in 1988 noodgedwongen stopgezet, waardoor Borgloon stilaan zijn welvaart en naambekendheid verloor.
In de jaren 1990, kreeg burgemeester Roosen dan ook het idee om de stad Borgloon weer op de kaart te zetten. Hij streefde ernaar om zijn stad de aantrekkingskracht van weleer terug te geven en liet daarom een ludiek beeldje ontwerpen: "De Strooplekker". Het beeldje werd na zijn dood aan hemzelf opgedragen.

## Uiterlijk en symboliek
Het beeld "De Strooplekker" is een klein vrolijk mannetje, een soort burgemeester uit een stripalbum.
Zijn appelhoofd en het omgekeerde perenlichaam staan niet alleen symbool voor de vruchten die de stroopstokers gebruikten om stroop van te maken, maar ook voor de vruchten die vandaag de dag nog steeds voor welvaart zorgen in deze streek. Appels en peren zijn namelijk het fruit van de fruitstreek, op de kers na. De strooppot, op zijn hoofd, staat symbool voor het succesrijke stroopverleden van Borgloon. Hij pronkt als het ware met zijn streekproduct. Terwijl hij met één hand achter zijn rug staat, wijst hij met de hand naar de gemorste stroop. Dit is een verwijzing naar de oude benaming van de Lonenaar. Gemorste stroop lek je op, vandaar Strooplekker, de naam van het beeldje. In de hand achter zijn rug houdt hij een pak geld vast. Dit geld staat symbool voor de welvaart die de stroopfabrieken vergaarden in de 19de en 20ste eeuw. Het feit dat de Strooplekker het geld achter de rug houdt, betekent niets meer dan dat hij er niet mee wil opscheppen. Hij is vooral fier op zijn streekproduct en zijn stad, want in zijn borstzak draagt hij het logo van de stad Borgloon, maar opscheppen in zijn welvaart doet hij niet. Dat zou de handelsgeest van de Lonenaars symboliseren.

## Huidige tijd
Tegenwoordig is deze spotnaam nog regelmatig in krantenartikels te lezen. Ook zijn er nog tal van verenigingen die deze naam of een vervorming ervan gebruiken. Er bestaat onder andere een wandelclub die de naam "Strooplekkers Borgloon" draagt. De plaatselijke carnavalsgroep koos voor een vervorming: "De stroopmennekes".
Ook wijdde de stad Borgloon een speciale wandeling aan "De Strooplekker". De route van de Strooplekker is een wandeling van vijf kilometer door het historische stadscentrum, waarbij de stadsmascotte zijn bezoek de weg wijst door middel van spijkers op het voetpad.